# Sh2-167
Sh2-167 è una piccola nebulosa a emissione visibile nella costellazione di Cefeo.
Si individua nella parte orientale della costellazione, vicino al confine con Cassiopea; il periodo più indicato per la sua osservazione nel cielo serale ricade fra i mesi di agosto e gennaio ed è notevolmente facilitata per osservatori posti nelle regioni dell'emisfero boreale terrestre, dove si presenta circumpolare fino alle regioni temperate calde.
Sebbene sia stata classificata inizialmente come nebulosa planetaria, Sh2-167 è in realtà una remota regione H II, situata sul Braccio del Cigno a circa 6400 parsec (circa 20860 anni luce) di distanza; ad essa sono associate tre sorgenti di radiazione infrarossa catalogate dall'IRAS, coincidenti con altrettante nubi molecolari con emissioni CO, visibili alle microonde. Secondo uno studio del 2003 questa nebulosa si potrebbe trovare a una distanza molto inferiore e potrebbe essere legata alla superbolla di vento stellare associata all'associazione stellare Cassiopeia OB5.